# Agrostis densa
Agrostis densa é uma espécie de gramínea do gênero Agrostis, pertencente à família Poaceae.